# 茶屋村
茶屋村（ちゃやむら）は、かつて愛知県海東郡にあった村。
現在の名古屋市港区のうち、庄内川より西の地域の一部に該当する。名古屋第二環状自動車道 南陽インターチェンジ、イオンモール名古屋茶屋付近。

## 歴史
- 1889年（明治22年）10月1日 - 小川新田、七島新田、茶屋新田、藤高新田、藤高前新田が合併し、茶屋村が発足。
- 1906年（明治39年）7月1日 - 福屋村、福田村と合併し、南陽村が発足。同日茶屋村は廃止。
- 1913年（大正2年） - 海東郡と海西郡が合併し、海部郡となり、南陽村は海部郡の所属となる。
- 1949年（昭和24年）6月1日 - 南陽村が町制を施行。南陽町となる。
- 1955年（昭和30年）10月1日 - 名古屋市に編入合併され、名古屋市港区の一部となる。